# تور دوچرخه‌سواری آلپ
تور آلپ (انگلیسی: Tour of the Alps) که پیشتر با نام تور ترنتینو (ایتالیایی: Giro del Trentino) خوانده می‌شد، مسابقهٔ حرفه‌ای دوچرخه‌سواری جاده است که به صورت سالانه در ایتالیا و اتریش برگزار می‌شود. نخستین دورهٔ این مسابقه در سال ۱۹۶۲ با عنوان تور ترنتینو برگزار شد و تا سال ۲۰۱۶ نیز همین عنوان را داشت. پیشتر تور در چهار مرحله در ناحیهٔ ترنتینو آلتو آدیجه در ایتالیا برگزار می‌شد. در سال ۲۰۱۵ با مسابقهٔ یک‌روزه‌ای به نام تروفئو ملیندا که در مجاورت آن برگزار می‌شد، ادغام شد و با عنوان تور ترنتینو ملیندا برگزار شد.
در سال ۲۰۱۷ نام مسابقه به تور آلپ تغییر یافت تا همهٔ محدودهٔ پیرامون تیرول، تیرول جنوبی و ترنتینو را پوشش دهد. این محدوده، سه ناحیهٔ اداری را در دو کشور شکل می‌دهد: ایالت اتریشی تیرول و استان‌های خودمختار ایتالیایی تیرول جنوبی و ترنتینو.
مسابقه پس از تغییر عنوان خود در میانه تا اواخر آوریل و در پنج مرحله برگزار می‌شود و جزئی از تور اروپایی اتحادیه جهانی دوچرخه‌سواری است. تور آلپ معمولاً دارای مراحل کوتاه و کوهستانی است و یکی از آخرین مراحل آماده‌سازی برای جیرو دیتالیا محسوب می‌شود. ده نفر از برندگان تور، در همان سال برندهٔ جیرو شده‌اند که همگی ایتالیایی بوده‌اند.

## تاریخچه
نخستین دورهٔ مسابقه در سال ۱۹۶۲ برگزار شد. آن دوره شامل یک مرحله بود که در ترنتو آغاز و به همان شهر ختم می‌شد. پس از برگزاری دورهٔ دوم در سال ۱۹۶۳، مسابقه تا سال ۱۹۷۹ برگزار نشد. هرچند دو دوره مسابقهٔ غیررسمی در سال‌های ۱۹۷۷ و ۱۹۷۸ برگزار شد که همواره محل اختلاف بوده‌است و معمولاً جزء مسابقات تور ترنتینو محسوب نمی‌شود. در سال ۱۹۸۶ جایزهٔ انفرادی داده نشد و مسابقه به صورت تیمی و با عنوان جام ایتالیا برگزار شد. در سال ۱۹۹۵ یکی از مراحل مسابقه وارد اینسبروک در اتریش شد و از آن سال، هرساله آغاز یا پایان یکی از مراحل در لیینتس اتریش است. در سال ۲۰۱۲ برای نخستین بار، یک مرحله از تور، تایم تریل تیمی بود.

## برندگان دارای بیش از یک قهرمانی
| پیروزی | رکابزن                     | دوره             |
| ------ | -------------------------- | ---------------- |
| ۳      | دامیانو کونگو (ITA)        | ۲۰۰۴، ۲۰۰۶، ۲۰۰۷ |
| ۲      | Francesco Moser (ITA)      | ۱۹۸۰، ۱۹۸۳       |
| ۲      | پائولو ساوولدلی (ITA)      | ۱۹۹۸، ۱۹۹۹       |
| ۲      | Francesco Casagrande (ITA) | ۲۰۰۱، ۲۰۰۲       |
| ۲      | وینچنزو نیبالی (ITA)       | 2008، ۲۰۱۳       |